# 天主教什里夫波特教區
天主教什里夫波特教區（拉丁語：Dioecesis Sreveportuensis）是美國一個羅馬天主教教區，屬新奧爾良總教區。
範圍包括路易斯安那州北部，教座位於什里夫波特。2004年有教友39,436人（佔轄區總人口5.0%）、卅二個堂區、五十九名司鐸。現任教區主教為方濟各·I·馬倫。
1986年6月16日自亞歷山德里亞-什里夫波特教區分出。